# Haine negre
Haine negre este un film românesc din 2017 regizat de Octav Chelaru. Rolurile principale au fost interpretate de actorii Adi Cărăuleanu, Bogdan Iancu și Alexandru Potocean.

## Distribuție
Distribuția filmului este alcătuită din:
- Adi Cărăuleanu — Preotul
- Bogdan Iancu — Alin
- Alexandru Potocean — Proprietarul magazinului
- Cătălina Moga — Cerasela
- Emanuel Pârvu — Șeful Poliției
- Victoria Cociaș — Doamna Vladimirescu